# Aleksandra Maltsevskaya
Aleksandra Maltsevskaya (russo: Александра Мальцевская; nascida em 5 de julho de 2002) é uma enxadrista polonesa nascida na Rússia que detém o título de Grande Mestre Feminina e Mestre Internacional (IM) da FIDE. 

## Carreira
Na década de 2000, Maltsevskaya representou repetidamente a Rússia no Campeonato Europeu Juvenil de Xadrez e no Campeonato Mundial Juvenil de Xadrez em diferentes faixas etárias, onde ganhou seis medalhas: ouro em 2016, no Campeonato Europeu Juvenil de Xadrez na faixa etária feminina Sub-14 duas pratas em 2015, no Campeonato Europeu Juvenil de Xadrez na faixa etária feminina sub-14 e em 2016, no Campeonato Mundial Juvenil de Xadrez na faixa etária feminina sub-14 e dois bronzes em 2012, no Campeonato Mundial Juvenil de Xadrez na faixa etária feminina Sub-10, e em 2017 no Campeonato Mundial Juvenil de Xadrez na faixa etária feminina Sub-16.  Em 2013, ela ganhou a medalha de prata no Campeonato Mundial de Xadrez Escolar na faixa etária feminina Sub-11.
Em 2018, Maltsevskaya venceu o Campeonato Mundial Feminino Sub-20, realizado em Gebze, na Turquia, sendo premiada com o título FIDE Woman Grandmaster (WGM). 
Em 10 de janeiro de 2025 venceu o campeonato europeu feminino de blitz. 